# Горощиці
Горощиці (або Хорощиці, Корощиці, пол. Horoszczyce) — село в Польщі, у гміні Долобичів Грубешівського повіту Люблінського воєводства. Населення — 257 осіб (2011).

## Історія

Церква Богородиці у с. Горощиці, зведена у 1714 р., знищена у 1938 році в рамках акції Ревіндикації.

1696 року вперше згадується церква в селі.
У 1882 р. село належало до волості Долгобичів Томашівського повіту Люблінської губернії, у селі було 45 будинків, проживали 445 мешканців. Була в селі дерев'яна церква, яка належала до парафії в Ощові, парафіяни стали православними внаслідок заборони царем у 1875 р. греко-католицької церкви і захоплення Холмської єпархії Російською православною церквою, та й перехід частини на римо-католиків був спричинений тією ж забороною. Були панський двір Епштейна з фільварком, млин і став. Жителі займались рільництвом, були ще 1 ткач і 1 коваль.
У липні-серпні 1938 року польська влада в рамках великої акції руйнування українських храмів на Холмщині і Підляшші знищила місцеву православну церкву.
У серпні 1944 року місцеві мешканці безуспішно зверталися до голови уряду УРСР Микити Хрущова з проханням включити село до складу УРСР, звернення підписало 70 осіб.
16-20 червня 1947 року під час операції «Вісла» польська армія виселила з Горощиць на приєднані до Польщі північно-західні терени 5 українців. У селі залишилося 97 поляків.
У 1975—1998 роках село належало до Замойського воєводства.

## Сучасність
Збереглись рештки українського (спершу — греко-католицького, після 1875 р. — православного) цвинтаря, на якому відбувались поховання до кінця Другої світової війни.

## Демографія
Демографічна структура станом на 31 березня 2011 року:
|          | Загалом | Допрацездатний вік | Працездатний вік | Постпрацездатний вік |
| -------- | ------- | ------------------ | ---------------- | -------------------- |
| Чоловіки | 126     | 15                 | 79               | 32                   |
| Жінки    | 131     | 22                 | 70               | 39                   |
| Разом    | 257     | 37                 | 149              | 71                   |